# 郵便事業

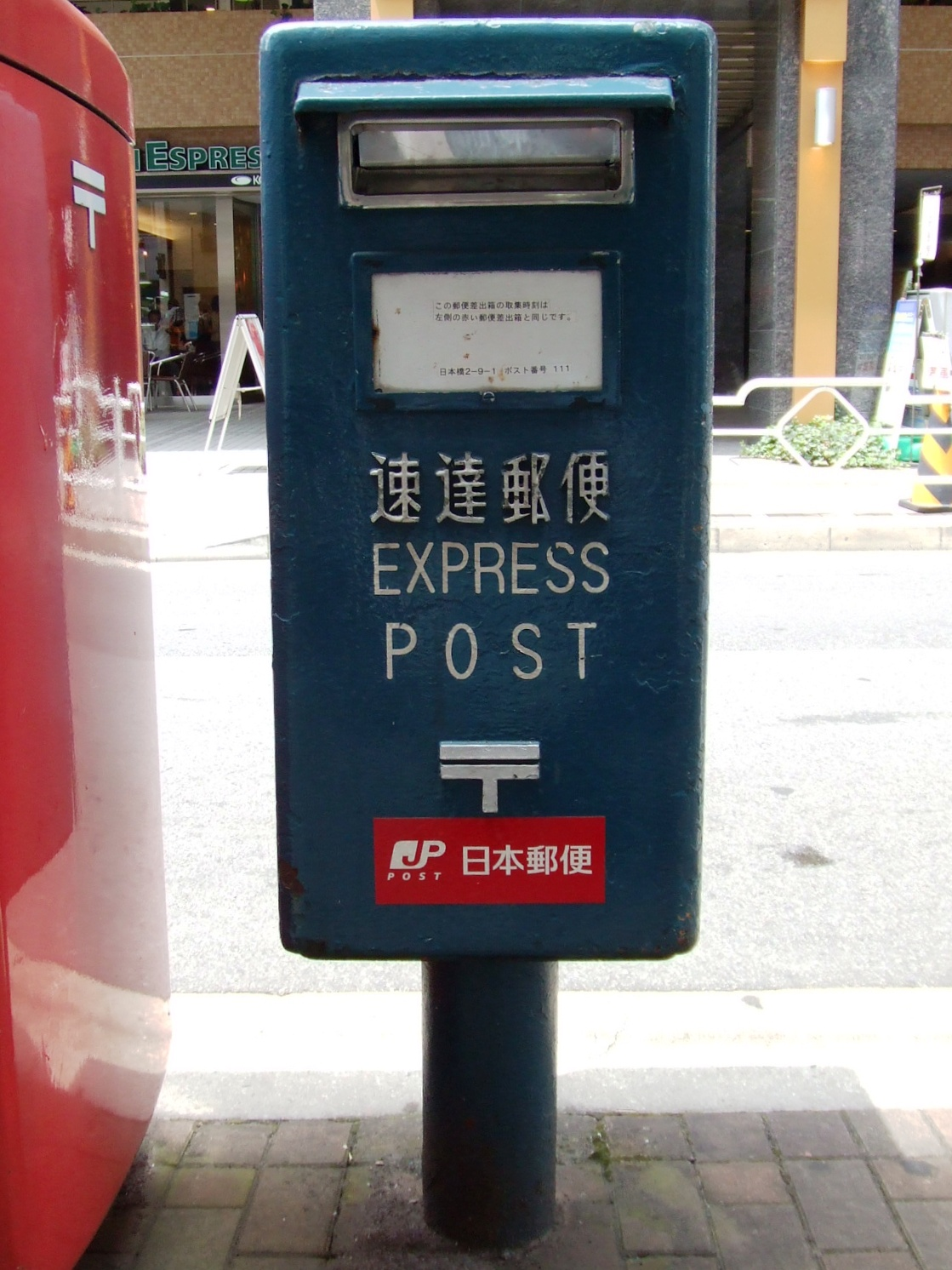
「JP 日本郵便」のステッカーが貼り付けられた郵便ポスト

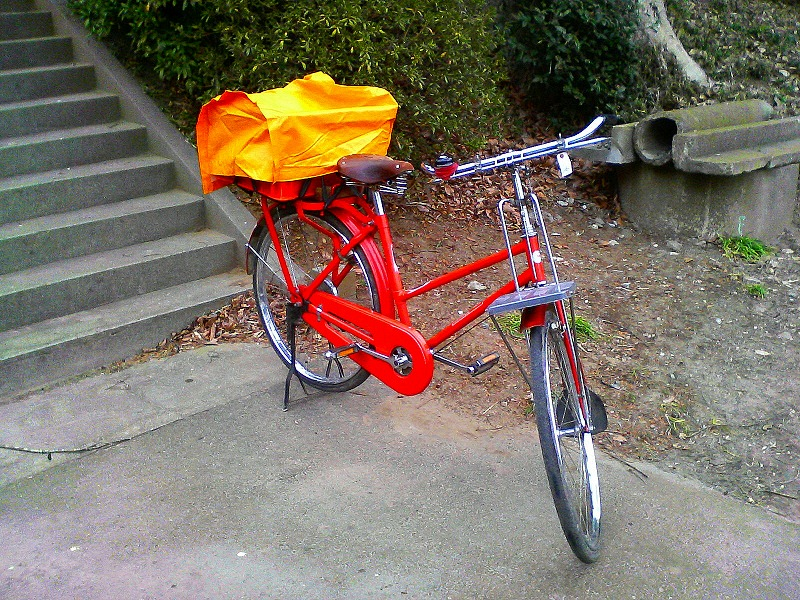
郵便配達用自転車

郵便事業株式会社（ゆうびんじぎょう、英:Japan Post Service, Limited）は、かつて存在した、郵便事業を運営する日本の会社。通称は「日本郵便」（英語表記の愛称はJP POST）、または「郵便事業会社」。コーポレートカラーは「ゆうびんレッド」。

## 概要
2005年（平成17年）10月21日に公布された郵政民営化関連6法の中の郵便事業株式会社法で規定されている、郵便の業務及び印紙の売りさばきの業務を営むことを目的とする株式会社（特殊会社）として民営化当日の2007年（平成19年）10月1日、グループの持株会社である日本郵政株式会社により、郵便局株式会社とともに設立され、旧日本郵政公社から主に郵便事業等並びに所要の施設・職員等を承継した。
日本郵便では郵便の取集、区分、差し立て、配達並びにゆうゆう窓口に係る業務を行い、郵便の窓口業務は日本郵便の単独店及びゆうゆう窓口を除き郵便局会社が担当する。
初代の最高経営責任者（CEO）兼会長の北村憲雄は、トヨタ自動車の奥田碩取締役相談役が日本郵政の社外取締役となった関係でイタリアトヨタ会長から抜擢された。最高執行責任者（COO）兼社長の團宏明は、旧公社副総裁兼日本郵政副社長として民営化の準備にあたり、会社設立とともにいずれも退任して“社業”に専念している。
2009年（平成21年）11月20日付で團が退任し、團と同じく旧郵政省出身で、総務審議官を経て、在ハンガリー大使であった鍋倉眞一が社長に就任した。北村憲雄会長は留任したが、事実上CEO職からは解かれたため、2010年（平成22年）3月末を以て会長職を辞任した。その後、鍋倉は郵便局株式会社に吸収合併され社長職を失するも、郵便局株式会社を存続会社として成立した日本郵便株式会社の発足により、同社社長に横滑りした。2013年には、同じく旧郵政省出身で、日本郵政執行役副社長を務めていた髙橋亨が後継の日本郵便の社長に就任した。
愛称の「日本郵便」はこの企業が提供する郵便サービスの愛称でもある。なお、郵便切手の表面に「日本郵便」と表示されているように、「日本郵便」の語そのものは日本政府直営の時代から使用しており、郵政民営化以降に新たに用いられたものではない。
第180回国会で成立した「郵政民営化法等の一部を改正する等の法律」（平成24年法律第30号）の規定により、2012年（平成24年）10月1日、郵便事業株式会社は、郵便局株式会社に吸収合併されて消滅し、郵便局株式会社は、商号を日本郵便株式会社と改めた。これに伴い、郵便事業の支店・集配センターは「郵便局」となるが、独立した郵便の拠点の一部（主に、郵便局と郵便事業支店が民営化後に分離されたケース）は、名称が変更された郵便局名（大阪支店→大阪北郵便局、など）ないしは「○○郵便局郵便分室」・「○○郵便局集配分室」となった。

## 沿革
- 2007年10月1日 - 郵政民営化と同時に設立。
- 2012年10月1日 - 郵便局株式会社に吸収合併され、解散。郵便局株式会社の商号を日本郵便株式会社に変更。

## 支社
- 基本的に旧郵政公社時代の支社を引き継いでいる（社屋ビル本体は郵便局株式会社が所有し、当社屋の一角に入居している。詳細は日本郵政#グループ各社本社、支社・支店の項目を参照のこと）。ただし、管轄区域として以下の例外がある。
  - 東海支社は4県を受け持っているが、三重県熊野市紀和町上川地区のみは近畿支社のエリアである（和歌山県紀伊勝浦支店の管轄。隣の和歌山県新宮市にある日足集配センターが集配業務を行う）。

なお、和歌山県北山村は民営化時点では東海支社のエリアであったが、村内の集配事務を行っている大沼集配センターが2008年11月1日より東海支社熊野支店から近畿支社紀伊勝浦支店の管轄に変更されたことにより、例外扱いは解消された。

## 統括支店・その他の支店と集配センター
民営化に向けた施策の一環で旧公社時代から集配拠点の再編を行っている。それが集配郵便局の「統括支店・支店」化と「集配センター」化で、4,696（2006年6月現在）あった集配局を、統括支店・支店（民営化前の統括センター）1,093と、集配センター（民営化前の配達センター）1,048に統廃合した。これは集配郵便局が分社化で郵便局会社と郵便事業会社に分離されたのと、郵便事業会社の効率化を行う必要があったからである。
統括支店や支店では、郵便物の区分や取集・配達作業を行い、集配センターは統括支店や支店で配達順に区分された郵便物の配達を行う。しかしながら、統括支店・支店にならなかった郵便局ではゆうゆう窓口の廃止や、営業時間の短縮といった影響が出てきている。なお、集配センター域内で郵便ポストに投函しても消印は支店のものとなるため、広域な配達区域を持つ支店の場合、どの市町村で投函されたのか判らないことも生じる。
また、地形上の理由・運送上の理由により、他県の支店が管轄している場合がある。
- 青森県十和田市のうち十和田湖周辺（018-55XX、秋田県花輪支店）
- 群馬県吾妻郡嬬恋村のうち鎌原小字高峰高原（384-0097、長野県小諸支店）
- 群馬県安中市のうち松井田町峠（389-0121、長野県佐久支店）
- 愛知県北設楽郡豊根村のうち富山（431-41XX、静岡県天竜支店）
- 三重県桑名郡木曽岬町（498-XXXX、愛知県弥富支店）
- 京都市左京区のうち久多（520-04XX、滋賀県堅田支店）
- 兵庫県伊丹市のうち小阪田小字食田（563-0801、大阪府池田支店）
- 大阪府三島郡島本町（618-XXXX、京都府山崎支店）
- 大阪府東大阪市のうち上石切町の一部・山手町の一部（632-02XX、奈良県生駒支店）
- 三重県熊野市のうち紀和町上川地区・奈良県吉野郡十津川村のうち竹筒・瀞地区（647-1XXX、和歌山県紀伊勝浦支店）
- 奈良県吉野郡野迫川村の大半（648-03XX、和歌山県橋本支店）
- 島根県隠岐諸島（684-0XXX及び685-XXXX、鳥取県米子支店）
- 長崎県壱岐市・対馬市（811-5XXX及び817-XXXX、福岡県新福岡支店）
- 長崎県松浦市のうち福島町（848-04XX、佐賀県伊万里支店）
- 福岡県築上郡吉富町（871-XXXX、大分県中津支店）
- 福岡県築上郡上毛町（871-0XXX、大分県宇佐四日市支店）
- 福井県あわら市のうち吉崎（922-06XX、石川県加賀支店）
- 石川県羽咋郡宝達志水町のうち沢川（939-01XX、富山県高岡支店）
- 長野県下水内郡栄村のうち秋山郷地区（949-83XX、新潟県十日町支店）

かつては、下記の地域でも地形上の理由・運送上の理由により、他県の支店が管轄していた。
- 和歌山県東牟婁郡北山村（519-56XX→647-16XX、三重県熊野支店→和歌山県紀伊勝浦支店、2008年11月1日変更）

民営化後は統括センターは70の「統括支店」、1,023の「支店」に分けられ、配達センターは支店の下に属する「集配センター」に組織変更された。
なお、ゆうちょ銀行とかんぽ生命保険では支社を設けず各地域に直営店をその代わりとして設置したが、郵便事業会社は郵便局会社とともに旧公社からそれぞれ支社を引き継ぎ、「本社-支社―統括支店―支店―集配センター」の4ないし5階層の組織となっている。地域によっては、統括支店が直接集配センターを統括する場合もある。
2010年7月1日付でJPエクスプレスの事業を譲受したことに伴い、ゆうパック専門の拠点となる「ターミナル支店」が新たに設置されたが、当該拠点にはゆうゆう窓口は設置されず、ターミナル支店自体の多くも2011年8月28日に廃止となった（下記「民営化後に新設された支店」参照）。
民営化後に支店が郵便局との同居形態から分離したケース
- 大阪府・大阪支店（2008年5月7日、大阪中央郵便局の建物から分離し、同局の建物内に大阪支店大阪駅前分室を設置）→2012年10月より、大阪北郵便局となる。
- 東京都・晴海支店（2010年3月23日、京橋郵便局の建物から分離し、同局の建物内に晴海支店京橋分室を設置）→2012年10月より、晴海郵便局となる。
- 福岡県・博多支店（2010年9月21日、博多郵便局の建物から分離し、同局の建物内に博多支店博多駅前分室を設置）→2012年10月より、博多北郵便局となる。
- 栃木県・今市支店（2011年3月22日、今市郵便局の建物から分離）→2012年10月より、日光東郵便局となる。
- 富山県・富山西支店（2011年9月20日、富山中央郵便局の建物から分離し、同局の建物内に富山南支店富山駅前分室を設置。旧富山支店の集配区の大部分を富山南支店へ移管された。富山支店改め富山西支店は、富山南支店に移行されなかった集配区と旧富山南支店呉羽集配センター・旧富山南支店古里集配センターから移管された集配区、および、民営化前に婦中郵便局が担当し、富山南郵便局に移管の上、民営化後に富山南支店が担当していた当該エリア全域が担当エリアとなった）→2012年10月より、富山西郵便局となる。
- 兵庫県・丹波支店（2012年3月19日、柏原郵便局の建物から分離）→2012年10月より、丹波郵便局となる（このため、既存の京都府にある郵便局と重複名称となる）。
- 愛媛県・宇和支店（2012年4月1日、宇和郵便局の建物から分離）→2012年10月より、西予郵便局となる。

民営化後に集配センターが郵便局との同居形態から分離したケース
- 和歌山県・和歌山支店川辺集配センター（2008年7月22日、川辺郵便局の建物から分離）→2012年10月より、和歌山中央郵便局川辺集配分室となる。

民営化後に郵便局が支店との同居形態から分離したケース
- 沖縄県・首里郵便局（2008年12月1日、郵便事業首里支店の建物から分離）2012年10月から郵便事業側が首里北郵便局となる。
- 沖縄県・南風原郵便局（2010年7月20日、郵便事業南風原支店の建物から分離）→2012年10月から郵便事業側が南風原中郵便局となる。
- 岩手県・陸前高田郵便局（2011年4月26日、東日本大震災での被災に伴い、郵便事業陸前高田支店の建物から分離。ただし、これ以前の時点では郵便事業の支店は、別位置で仮店舗営業済みだが、正式移転はなされていない）→2012年10月から郵便事業側が陸前高田郵便局郵便分室となる。

民営化後に郵便局が集配センターとの同居形態から分離したケース
- 新潟県・塩沢郵便局（2008年10月7日および2009年11月17日、2008年時点で塩沢郵便局・郵便事業六日町支店塩沢集配センターが店舗新築のために移転、翌2009年の移転で郵便局側のみが新店舗に復帰する形で移転し、六日町支店塩沢集配センターが、2008年の移転先に留まる形で分離）→2012年10月より、郵便事業側が六日町郵便局塩沢集配分室となる。
- 和歌山県・野上郵便局（2010年10月12日、海南支店野上集配センターの建物から分離）→2012年10月より、郵便事業側が海南郵便局野上集配分室となる。

民営化後に支店、集配センターが廃止されたケース
2010年7月1日に新設されたターミナル支店については、後述。
- 茨城県・水戸支店内原集配センター（2008年2月25日廃止、赤塚支店に統合）
- 東京都・丸の内支店（2008年5月7日廃止、銀座支店に統合）
- 新潟県・六日町支店越後上田集配センター（2008年8月25日廃止、六日町支店越後塩沢集配センター[注 1]に統合）
- 大阪府・大阪福島支店（2008年9月22日廃止、大阪支店に統合）
- 北海道・苫小牧支店黄金集配センター（2009年9月14日廃止、伊達支店に統合）
- 千葉県・館山支店西岬集配センター（2009年9月21日廃止、館山支店に統合）
- 茨城県・鹿嶋支店大野集配センター（2009年9月21日廃止、鹿嶋支店に統合）
- 茨城県・水戸支店飯富集配センター（2009年9月21日廃止、水戸支店に統合）
- 北海道・岩見沢支店幌向集配センター（2009年9月24日廃止、岩見沢支店に統合）
- 北海道・富良野支店山部集配センター、東山集配センター（2009年9月24日廃止、富良野支店に統合）
- 北海道・北見支店相ノ内集配センター（2009年9月24日廃止、北見支店に統合）
- 三重県・津支店久居集配センター（2009年9月24日廃止、津支店に統合）
- 山梨県・竜王支店中田集配センター（2009年9月27日廃止、韮崎支店に統合）
- 神奈川県・相模原橋本支店相模湖集配センター、吉野集配センター、津久井集配センター（2010年4月1日廃止、相模原橋本支店吉野センター、津久井センターに再編）
- 東京都・麻布支店（2010年5月6日廃止、芝支店に統合）
- 新潟県・亀田支店（2010年8月9日廃止、新潟支店に統合）
- 富山県・富山南支店呉羽集配センター、古里集配センター（2011年9月20日廃止、富山西支店に統合。呉羽集配センターの専用郵便番号は、富山西支店が継承）
- 千葉県・行徳支店（2012年9月22日廃止）

民営化後に支店の名称が変更されたケース
- 山梨県・日野春支店→北杜支店（2008年9月1日変更）→2012年10月より、北杜郵便局となる。
- 東京都・京橋支店→晴海支店（2010年3月23日移転・改称[注 2]）→2012年10月より、晴海郵便局となる。
- 富山県・富山支店→富山西支店（2011年9月20日移転・改称[注 3]）→2012年10月より、富山西郵便局となる。
- 千葉県・埼玉ターミナル支店→埼玉県・新岩槻支店（2012年5月4日移転・改称）→2012年10月より、新岩槻郵便局となる。

民営化後に管轄の支店が変更された集配センター
- 北海道・日高集配センター：富良野支店（北海道）→苫小牧支店（北海道）
- 和歌山県・大沼集配センター：熊野支店（三重県）→紀伊勝浦支店（和歌山県）
- 茨城県・石下集配センター：下館支店（茨城県）→下妻支店（茨城県）

民営化後に新設された支店
以下は、JPエクスプレスの事業の譲受に伴い、2010年7月1日に新設されたが、2012年5月現在、埼玉ターミナル支店のみ郵便事業新岩槻支店(郵便局に吸収合併されたため、現在は新岩槻郵便局)として存続。千葉西ターミナル支店は2012年2月12日、それ以外は2011年8月28日にすべて廃止（ただし、統合先の分室として現存している拠点も一部存在する）。
- 北海道・帯広ターミナル支店…廃止後、帯広支店の分室に転換し、ゆうパックの区分業務は帯広支店に移されず、現在も帯広郵便局分室として、ゆうパックに限定した区分業務を継続。
- 北海道・釧路ターミナル支店
- 北海道・北見ターミナル支店
- 福島県・福島ターミナル支店（須賀川市）
- 茨城県・茨城ターミナル支店（つくば市）
- 千葉県・千葉西ターミナル支店（習志野市）
- 埼玉県・埼玉ターミナル支店（春日部市→2011年3月20日より千葉県野田市）…上述のように、2012年5月4日にさいたま市に移転し、郵便事業新岩槻支店となった。現在は、新岩槻郵便局に改称。
- 山梨県・山梨ターミナル支店（中巨摩郡昭和町）
- 新潟県・新潟ターミナル支店（新潟市西区）
- 静岡県・浜松ターミナル支店（浜松市中区［現・中央区］）…廃止後、郵便事業浜松西支店ゆうパック分室（現在は、浜松西郵便局ゆうパック分室）へ移行。
- 愛知県・小牧ターミナル支店
- 滋賀県・滋賀ターミナル支店（野洲市）
- 大阪府・大阪南港ターミナル支店（大阪市住之江区）…廃止後、郵便事業新大阪支店南港分室（現在は、新大阪郵便局南港分室）へ移行。
- 京都府・洛南ターミナル支店（京都市伏見区）
- 奈良県・奈良ターミナル支店（天理市）
- 和歌山県・和歌山ターミナル支店
- 岡山県・岡山ターミナル支店（倉敷市）…廃止後、郵便事業倉敷支店片島分室（後の倉敷郵便局片島分室）へ移行。2017年5月22日に、同日新設された岡山郵便局（総社市）に移管。
- 広島県・広島ターミナル支店（広島市南区）
- 山口県・山口ターミナル支店
- 徳島県・徳島ターミナル支店…廃止後、郵便事業徳島支店マリンピア分室（現在は、徳島中央郵便局マリンピア分室）へ移行。

また、上記の他にも、同様の経緯により2010年7月1日をもって日本通運・JPエクスプレスから郵便事業に承継されたターミナル施設で、単独の支店ではなく近隣の統括支店の「分室」等として開設されたものもあったが、これらの多くも2011年8月28日以降廃止となった。

## 日本通運との事業統合について
民営化から間もない2007年10月5日、日本郵政と宅配便業界第3位の日本通運が、宅配便事業の統合を含めた包括的な業務提携を結ぶことで合意し、基本合意書を締結したことを発表した。
その時点での合意事項は以下の通り。
- 2009年4月1日を目処として郵便事業会社と日通の出資により新会社を設立し、両社の小包・宅配便事業（「ゆうパック」「ペリカン便」）を移管
- 出資比率とブランドの扱いについては法人発足までに日本郵政と日通の間で調整
- 日本郵政と日通の間で相互に株式を持ち合うことも検討

2008年8月28日には、株主間契約の締結について合意に達したことが発表された。それによると、
- 既に折半出資で設立（2008年6月2日付）されている「JPエクスプレス株式会社」を承継会社とする吸収分割により2009年4月1日に「ゆうパック」事業と「ペリカン便」事業を統合する。
- 出資比率は郵便事業66%、日本通運34%とする（2009年4月1日時点）。

この事業統合の狙いは、効率化を図り業界内での競争力を高め、圧倒的なシェアを誇るヤマト運輸や佐川急便と対抗する点にある。両社は旧公社時代からコンビニエンスストアでの「ゆうパック」の集荷やスキー・ゴルフ用具の配送などで連携してきた経緯がある。
日本郵便は全国各地の郵便局ネットワークを生かした物流網を持ち過疎地などでの配送に強い一方、郵政三事業が解体されたことで貯金・保険の儲けで郵便の赤字を埋めることができなくなり、新たな収益源を求めていた。他方、日通は企業向けの配送に強いが宅配便事業では遅れをとり、会社全体の足を引っ張る格好となっていた。今回の統合は互いの長所で互いの短所を埋め合わせるものとなったが、ヤマト運輸などは民営化された現在でも「民業圧迫だ」としてJPグループを批判しており、公正取引委員会などに異議申し立てが行われた場合、統合が白紙撤回される可能性もあるだけに今後具体化される統合計画の中身が注目されている。ゆうちょ銀行とかんぽ生命の場合と異なり、郵便事業・郵便局に関しては現時点では完全民営化の予定は無く、一定の割合で国が関与することになっている。
しかし、システム統合などに手間取ることから、2009年4月1日のJPエクスプレス （JPEX） の事業開始時点では、日通の当該部門のみを移管し、JPEXでの約半年間の暫定ブランドとして「JPエクスプレス宅配便・ペリカン便」を使用し、2009年5月末までを目処に統一ブランド名を設定した上で（ただし、2009年5月31日時点で、統一ブランドを含めた10月以降の対応については公表されていない）、2009年10月1日までに郵便事業側の荷物の部門を移管し、「JPエクスプレス宅配便」としての統合ブランドでサービスを行うことを予定していたが、2009年9月11日の時点で総務大臣の裁定が見込めないことから、同時点では統合スケジュールは未定となっていた。ただし、2009年10月より、ペリカン便に関わる一部の集配業務を郵便事業が受託する方式をとる形となったため、それを統括するJPエクスプレスの「広域支店」という組織が新たに各地に配置され、概ね郵便事業の統括支店（一部地域では、JPEXのターミナル店である「統括支店」）に併設されていた。なお、北九州支店や川崎港支店など、郵便事業の統括支店であっても、JPEXの広域支店を併設せず（かつ、JPEXの統括支店にも併設しない）、別の郵便事業統括支店に併設された広域支店が管轄（北九州支店の集配エリアであれば、新福岡支店に併設する「福岡統括支店福岡広域支店（福岡）」、川崎港支店の集配エリアであれば、横浜神奈川支店に併設する「神奈川統括支店神奈川広域支店（横浜）」がそれぞれ管轄する、等）する事でカバーするケースもあった。
その後、統合のスキームは、JPEXの事業を郵便事業会社に統合する形に変更され、2010年7月1日付でJPEXの宅配便事業と郵便事業の「ゆうパック」との統合を実施。同年8月31日付でJPEXは解散し、清算法人に移行した。
詳細はJPエクスプレス及びゆうパックを参照。

## 郵便物輸送委託会社
郵便物の輸送は、国営当時から郵便物運送委託法等に基づき各地の輸送機関への委託が行われていた。郵便自動車最大手だった日本郵便逓送は、太平洋戦争勃発に伴う戦時体制下で郵便トラック事業者の統合が進められ、1942年に発足したもの。民営化後に子会社化が図られ、完全子会社である日本郵便輸送となった。また、日本郵政公社時代の2003年4月からは委託業者選定に競争入札を導入し、応札内容の審査についても価格面を重視する方針とした。その結果、新規参入事業者の増加を見ている。
委託事業者の状況については、関連法人に関する日本郵政株式会社の報道発表資料及び各事業者の公式ウェブサイト等も参照。

### おもな輸送委託会社
- 日本郵便輸送（JP TRANSPORT）（旧日本郵便逓送）
- 日本通運
- 北海道郵便逓送（札幌・小樽・倶知安・苫小牧・室蘭・岩見沢・旭川・稚内・函館・長万部・網走・帯広・釧路）
- 北見郵便逓送
- 青森郵便自動車（青森・弘前）
- 下北交通（下北地域）
- 東北メールサービス
- 南福島郵便輸送
- 常磐郵便輸送
- 上信電鉄
- 群馬郵便逓送
- 日本エアメール
- 南総通運
- 箱根登山バス→箱根登山観光バス（小田急グループ）（小田原・箱根・湯河原地区）
- 東海輸送（小田急グループ東海自動車関連会社）
- 東海汽船
- 新潟郵便輸送
- 新潟交通佐渡（佐渡島内）
- 上越郵便輸送
- 佐渡汽船
- 中電輸送サービス
- 福井郵便逓送
- 北陸トラック運送
- 福貨通運
- ラニイ福井貨物
- 三重交通（近鉄グループ）
- 近江鉄道（西武グループ）
- 青山運送
- 関西郵便逓送
- 阪和郵便輸送
- サザントランスポートサービス
- 関汽運輸
- 日大運送
- 奈良郵便輸送（近鉄グループ奈良交通関連会社）
- 富士運輸
- 神姫逓送（兵庫県姫路市周辺　神姫バス関連会社）
- 隠岐汽船
- 山口郵便逓送
- 都心運送（福岡県）
- 福岡小型陸運
- 西鉄バス久留米
- 佐賀運輸
- 昭和自動車
- 親和自動車（長崎県央地域）
- 壱岐交通（壱岐島内）
- 五島自動車（福江島内）
- 九州郵船
- 九州商船
- 成邦
- 宮崎郵便逓送
- 山口運送 (宮崎県)
- 千石西濃運輸（いわさきグループ）
- マリックスライン
- マリックス物流サービス
- マルエーフェリー
- 大島輸送
- 沖縄郵便逓送

航空郵便については、航空扱いを参照。

### 過去に存在した輸送委託会社
- JPエクスプレス（一部地域でのゆうパックの集配業務[注 4]）（2010年8月31日解散）
- 日本高速物流（2009年1月1日付で日本郵便逓送に合併）
- 東北高速道郵便輸送（2009年1月1日付で日本郵便逓送に合併）
- 東京郵便輸送（2009年1月1日付で日本郵便逓送に合併）
- 千葉郵便輸送（2009年1月1日付で日本郵便逓送に合併）
- 関東郵便輸送（2009年1月1日付で日本郵便逓送に合併）
- 神奈川郵便輸送（2009年1月1日付で日本郵便逓送に合併）
- 北陸高速道郵便輸送（2009年1月1日付で日本郵便逓送に合併）
- 東海高速郵便輸送（2009年1月1日付で日本郵便逓送に合併）
- 北海道高速郵便輸送（2009年1月1日付で日本郵便逓送に合併）
- 大阪郵便輸送（2009年1月1日付で日本郵便逓送に合併）
- 近畿高速郵便輸送（2008年6月30日解散）
- 大阪エアメール（2008年6月30日解散）
- 中国高速郵便輸送（2009年1月1日付で日本郵便逓送に合併）
- 四国高速道郵便輸送（2009年1月1日付で日本郵便逓送に合併）
- 九州高速郵便輸送（2009年1月1日付で日本郵便逓送に合併）
- 鹿児島郵便逓送（いわさきグループ。2004年3月解散[9]。同グループの千石西濃運輸が業務を承継）
- 名古屋郵便輸送
- 岡山郵便輸送（2017年5月31日付で解散[10]）
- 北海道エアメール（2018年10月1日付で北海道郵便逓送に合併[11]）
- 南信郵便逓送（ガソリンスタンドを運営する丈長屋の関係会社。2020年6月22日自己破産申請[12]。）